# Hậu Mỹ Bắc B
Hậu Mỹ Bắc B là một xã thuộc huyện Cái Bè, tỉnh Tiền Giang, Việt Nam. Đây là xã cực bắc của huyện Cái Bè. Vị trí nằm cách huyện lị Cái Bè 20 km về hướng bắc, chệch hướng tây bắc.

## Địa lý

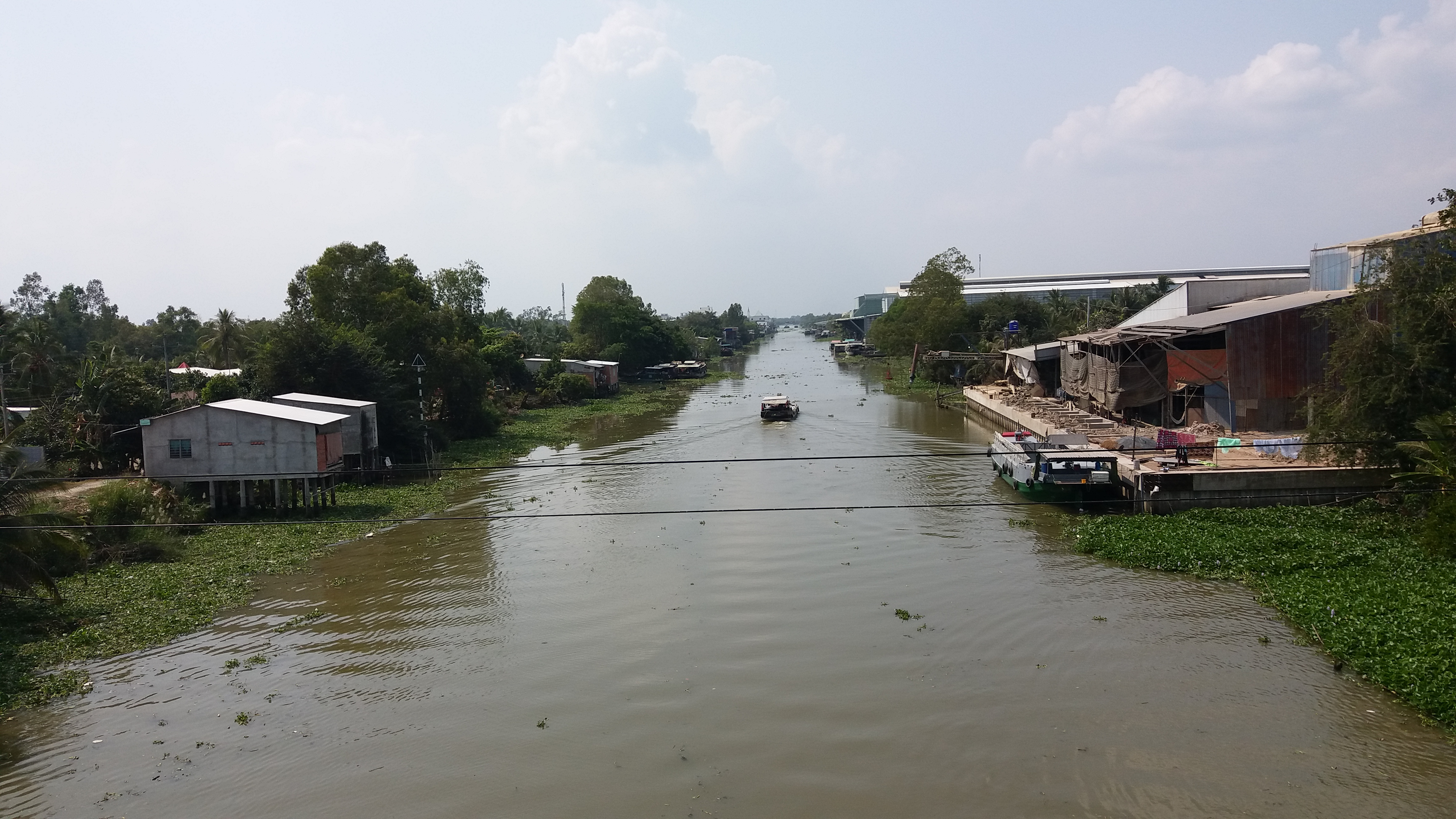
Kênh Nguyễn Văn Tiếp nhìn từ cầu Thiên Hộ 2.

Xã tiếp giáp xã Mỹ Thành Bắc thuộc huyện Cai Lậy ở phía đông, xã Hậu Mỹ Bắc A ở hướng nam, giáp xã Đốc Binh Kiều, huyện Tháp Mười, tỉnh Đồng Tháp ở phía tây, giáp xã Tân Ninh, Nhơn Ninh, Tân Hòa thuộc huyện Tân Thạnh, tỉnh Long An ở phía bắc.
Xã có hình dạng gần như hoàn toàn là một hình chữ nhật nằm ngang với hệ thống kênh, rạch thẳng tấp ngang dọc dày đặc. Các kênh, rạch chảy qua địa bàn xã gồm: Kênh 9, Kênh 6 - Bằng Lăng, Kênh 200 - Bằng Lăng, Kênh 200 - Kênh 9, Kênh 200 - Kênh Chà, Kênh 500 - Bằng Lăng, Kênh 500 - Đầu Ngàn - Kênh Chà, Kênh 500 - Kênh 9, Kênh 500 - Kênh Giữa, Kênh 500 - Kênh Giữa - Bằng Lăng, Kênh 500 - Phụng Thớt, Kênh Đầu Ngàn - Kênh 9, Kênh Đầu Ngàn - Kênh Giữa - Bằng Lăng, Kênh Đầu Ngàn - Ngàn Nhất, Kênh Giữa, Kênh Hai Hạt, Kênh Ngàn Nhất, Kênh Ngàn Nhì, Kênh Nguyễn Văn Tiếp A, Kênh Nguyễn Văn Tiếp B, Kênh Phụng Thớt.

## Hành chính
Xã Hậu Mỹ Bắc B có diện tích 19,73 km², dân số năm 2008 là 10.012 người, mật độ 507 người/km².
Xã Hậu Mỹ Bắc B được chia thành 3 ấp:
- Hậu Quới
- Mỹ Thuận
- Mỹ Trung

## Lịch sử
Năm 1935, Mặt trận Tổ quốc Việt Nam của xã được thành lập.
Tháng 11 năm 1937, Tổ chức Đảng đầu tiên ở xã thành lập, do Ba Vạn làm bí thư, có 9 đảng viên.
Trước năm 1945, xã Hậu Mỹ thuộc tổng Phong Hòa, quận Cái Bè, tỉnh Mỹ Tho.
Từ 1945 - 1954, chính quyền Việt Nam Dân chủ Cộng hòa đặt xã Hậu Mỹ thuộc huyện Cái Bè, tỉnh Mỹ Tho, trong khi đó chính quyền Pháp và Quốc gia Việt Nam vẫn giữ phân chia hành chính như trước năm 1945.
Từ 1954 - 1975, chính quyền Việt Nam Cộng hòa đặt xã Hậu Mỹ thuộc quận Sùng Hiếu, tỉnh Mỹ Tho. Chính quyền Cộng hòa miền Nam Việt Nam lại phân chia thành xã Hậu Mỹ Bắc và xã Hậu Mỹ Nam.
Vào ngày 26 tháng 6 năm 1967, hai tiểu đội bộ binh và 1 đội lính biệt kích Hàn Quốc đã tổ chức một trận càn quét vào xã Hậu Mỹ. Vào ngày 27 tháng 6 năm 1967, các lực lượng chống cộng tiến hành một cuộc thảm sát tại đây.
Xã từng là một phần của xã Hậu Mỹ Bắc. Đến ngày 12 tháng 4 năm 1979, xã Hậu Mỹ Bắc được chia thành xã Hậu Mỹ Bắc B ở phía bắc và xã Hậu Mỹ Bắc A ở phía nam. Cả hai xã cách nhau bởi kênh Nguyễn Văn Tiếp, con kênh chảy theo hướng tây - đông.
Năm 1999, Hợp tác xã Dịch vụ sản xuất nông nghiệp Mỹ Quới thành lập. Nằm tại ấp Hậu Quới.

## Di tích lịch sử
Dòng kênh Hai Hạt tại ấp Hậu Quới, xã Hậu Mỹ Bắc B, được xếp là di tích lịch sử cấp tỉnh của Tiền Giang, con kênh chảy theo hướng tây - đông là ranh giới giữa huyện Cái Bè của tỉnh Tiền Giang và huyện Tân Thạnh của tỉnh Long An. Vào ngày 27 tháng 6 năm 1967, trong thời gian của chiến tranh Việt Nam, các lực lượng chống cộng đã tiến hành một cuộc thảm sát tại một khu vực ngay con kênh thuộc hai xã Tân Hòa (địa phận Long An) và xã Hậu Mỹ (địa phận Tiền Giang) làm thiệt mạng 41 người, trong đó có 20 người thuộc xã Hậu Mỹ. Trên địa phận của Long An, vào năm 1994, Sở Lao động – Thương binh và Xã hội phối hợp huyện Tân Thạnh xây Bia căm thù tại xã Tân Hòa.
Năm 2000, theo Quyết định 09/2000/QĐ.UB của tỉnh Tiền Giang, kênh Hai Hạt được xếp hạng di tích lịch sử.

## Kinh tế

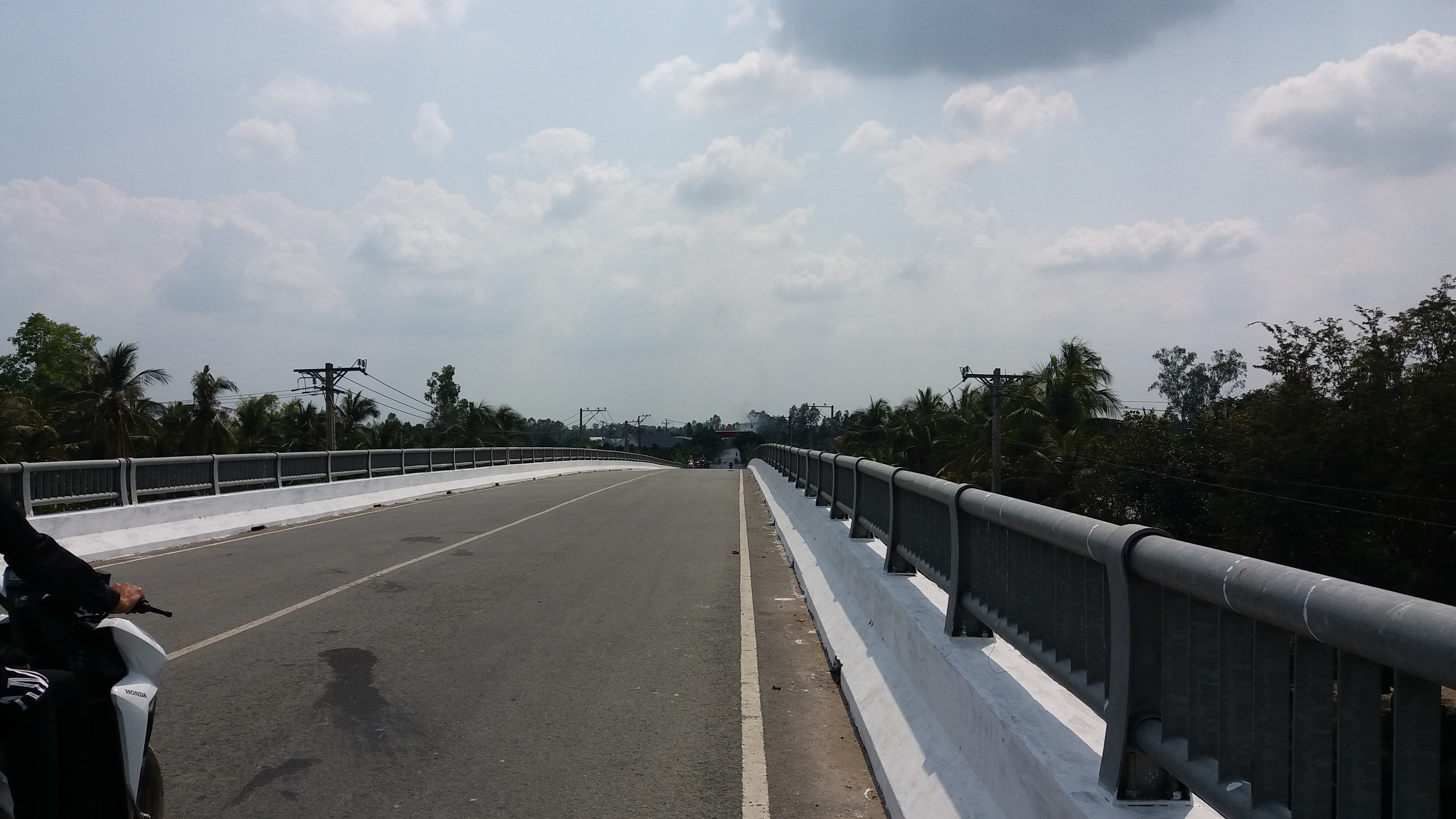
cầu Thiên Hộ 2.

Hầu hết dân cư xã sống bằng nghề nông trồng lúa, khoảng 80% dân số, 70% diện tích dùng canh tác lúa, một số đào ao nuôi cá. Trồng lúa được cơ giới hóa tối đa và sự liên kết nông dân trong các Hợp tác xã khiến năng suất cao, đã phổ biến lúa 3 vụ. HTX Dịch vụ sản xuất nông nghiệp Mỹ Quới có 677 thành viên, diện tích canh tác 1.500 ha. HTX tham gia vào dự án Chuyển đổi nông nghiệp bền vững (VnSAT) của tỉnh Tiền Giang. Kinh tế của xã cũng đang có sự chuyển đổi cây trồng chủ yếu từ lúa sang cây ăn trái.
Diện tích đất tự nhiên 1.977,1 ha.
|  | Loại đất  | Diện tích (hecta) | Chú thích |
|  | --------- | ----------------- | --------- |
|  | Trồng lúa | 1.403,9           | [ 4 ]     |
|  | Vườn cây  | 316,2             | [ 4 ]     |
|  | Thổ cư    | 38,0              | [ 4 ]     |
|  | Rừng      | 0                 |           |
|  | Khác      | 219,0             |           |

Một phần đông dân cư sống tập trung trên tỉnh lộ 865 nằm sát với kênh Nguyễn Văn Tiếp, là ranh giới tự nhiên với xã Hậu Mỹ Bắc A. Chiều dài đoạn tỉnh lộ 865 trên địa bàn xã là 6,8 km. Dân cư trên tuyến tỉnh lộ 865 sống bằng nghề buôn bán, đối diện phía bên kia kênh gần điểm UBND xã Hậu Mỹ Bắc B là chợ Thiên Hộ (thuộc Hậu Mỹ Bắc A). Địa bàn xã là đoạn cuối của tỉnh lộ 869 dài chỉ 200 m, tuyến giao với tỉnh lộ 865.
Xã đã nâng cấp đường nhựa và đường đan nhiều tuyến. Cả xã Hậu Mỹ Bắc B có 1 tuyến đường xã với chiều dài 2,8 km, 1 tuyến đường ấp có chiều dài 2,9 km và 9 tuyến đường xóm có chiều dài 28,52 km.
Trung tâm mua bán của xã là chợ Hai Hạt, chỉ là một chợ nhỏ nằm ngay góc tây bắc của xã, ngay ngã tư kênh Bằng Lăng và kênh Hai Hạt. Chợ mua bán chủ yếu nhu yếu phẩm và nông sản.
Năm 2020, tỷ lệ người trong độ tuổi lao động có việc làm là 86,7%. Năm 2021, thu nhập bình quân đầu người của xã đạt 50,51 triệu đồng/người, số hộ nghèo là 59.

## Dân số – xã hội
Dân số năm 1999 là 8.833 người, mật độ dân số đạt 448 người/km², đến năm 2008, dân số xã là 10.012 người, thuộc 1.936 hộ gia đình. Vào năm 2004, tỉ lệ sinh: 1,20%; tỉ lệ tử: 0,14%.

### Giới tính
| \| \| Giới tính \| Số dân \| Chú thích \| \| \| --------- \| ------ \| --------- \| \| \| Nam \| 4.716 \| [4] \| \| \| Nữ \| 5.296 \| [4] \| | Tỉ lệ nam (46.60%) Tỉ lệ nữ (53.40%) |        |           |
| | Giới tính                            | Số dân | Chú thích |
| | Nam                                  | 4.716  | [ 4 ]     |
| | Nữ                                   | 5.296  | [ 4 ]     |

### Dân tộc
| \| \| Dân tộc \| Số người \| Chú thích \| \| \| ------- \| -------- \| --------- \| \| \| Kinh \| 10.002 \| [4] \| \| \| Hoa \| 10 \| [4] \| | Kinh (99.90%) Hoa (00.10%) |          |           |
| | Dân tộc                    | Số người | Chú thích |
| | Kinh                       | 10.002   | [ 4 ]     |
| | Hoa                        | 10       | [ 4 ]     |

### Tôn giáo
| \| \| Tôn giáo \| Số người \| Chú thích \| \| \| --------- \| -------- \| --------- \| \| \| Công giáo \| 290 \| [4] \| \| \| Tin Lành \| 28 \| [4] \| \| \| Cao Đài \| 131 \| [4] \| \| \| Không rõ \| 9.563 \| \| | Công giáo (2.89%) Tin lành (0.28%) Cao Đài (1.31%) Không rõ (95.52%) |          |           |
| | Tôn giáo                                                             | Số người | Chú thích |
| | Công giáo                                                            | 290      | [ 4 ]     |
| | Tin Lành                                                             | 28       | [ 4 ]     |
| | Cao Đài                                                              | 131      | [ 4 ]     |
| | Không rõ                                                             | 9.563    |           |

Trạm y tế xã đang xuống cấp, không đạt chuẩn y tế quốc gia, có 1 bác sĩ, 7 y sĩ, 1 y tá, 1 hộ sinh. Các tổ chức chăm sóc sức khỏe cộng đồng gồm có 3 tổ y tế ấp với 7 nhân viên.
Toàn xã có 6 bà mẹ Việt Nam Anh hùng, 215 liệt sĩ, 57 thương binh, 6 lão thành cách mạng, 596 gia đình có công với nước, 468 huân chương của tập thể và cá nhân. Xã đã được Đảng Cộng sản Việt Nam và nhà nước phong tặng danh hiệu Anh hùng Lực lượng vũ trang nhân dân.

### Sách
- Ban tuyên giáo tỉnh ủy Tiền Giang và Trung tâm Unesco thông tin tư liệu lịch sử và văn hóa Việt Nam (2005). Địa chí Tiền Giang, Tập 1.
- Ban tuyên giáo tỉnh ủy Tiền Giang và Trung tâm Unesco thông tin tư liệu lịch sử và văn hóa Việt Nam (2005). Địa chí Tiền Giang, Tập 2.
- Niên giám Tiền Giang, 2000-2001. NXB Chính trị quốc gia. 2002.